# KSD事件
KSD事件（ケーエスデーじけん）は、財団法人「ケーエスデー中小企業経営者福祉事業団」（現：あんしん財団）の創立者古関忠男が、「ものつくり大学」設置を目指し、数々の政界工作を自由民主党議員に対して展開したとされる汚職事件。

## 事件概要
- 村上正邦元労相は、古関に依頼され、1996年1月25日の参議院本会議の代表質問で取り上げるなどしてKSDが進めていた「ものつくり大学」の設立を支援し、この見返りに現金5,000万円の賄賂を受けた他、事務所家賃等2,288万円を肩代わりという名目で賄賂として受け取った[1]。
- 小山孝雄参院議員（村上の元秘書）も、参議院労働委員会他で、KSDを後押しするような質問をした見返りに、2,000万円の賄賂を受けた[2]。
- また、第2次森改造内閣の現職閣僚だった額賀福志郎も、橋本内閣時代の内閣官房副長官在任中にKSDから1,500万円の資金提供を受け（疑惑発覚後に全額返却）、立件はされなかったものの、経済財政担当相を辞任した[3][4]。
- この事件では自民党参議院選挙比例代表名簿の登載順位を上げるための署名集めや、関連団体を経由した党費立替・迂回献金も判明しており、KSD側から自民党サイドに流れた資金の総額は十数億円に上ると言われた[5][6]。

## 捜査経過
- 2000年11月、東京地検特捜部は背任容疑などで古関元理事長らを逮捕[7][8]。
- 2000年12月6日、東京地検特捜部は古関を業務上横領罪で起訴した[9]。
- 2000年12月20日、東京地検特捜部は古関を背任罪で追起訴した[10]。
- 2001年1月13日、KSDの関係者が小山孝雄参議院議員に対して「少なくとも数百万円の資金を提供した」と供述したため、東京地検特捜部は受託収賄容疑で本格的な捜査に乗り出した[11]。
- 2001年1月15日、村上正邦元労相は「私を熱心に支持した団体の一つが、昨年来、世間をお騒がせしていることについて、極めて遺憾なことであり、申しわけなく思っている。参院議員会長の職は重く、自らのけじめのつけ方について苦慮してきたが、職を辞することとした」として参議院議員会長の辞表を提出した[12]。
- 2001年1月16日、東京地検特捜部は、国会質問の見返りに現金2,000万円の利益供与を受けたとして小山参議院議員を受託収賄容疑で逮捕した[13]。
- 2001年1月29日、小山は参議院議員を辞職した[14]。
- 2001年2月6日、東京地検特捜部は、国会質問の見返りに現金2,000万円の利益供与を受けたとして小山を受託収賄罪で起訴した[15]。また、KSD関連団体に秘書給与約1300万円肩代わりの形で賄賂を受領した疑いで小山を再逮捕した[15]。
- 2001年2月16日、1998年5月に古関が村上に対して現金5,000万円を献金していた他、KSD関連政治団体が村上の事務所家賃約3,000万円を肩代わりしていたことが発覚する[16]。
- 2001年2月26日、村上が参議院議員を辞職した[17]。
- 2001年2月27日、東京地検特捜部は、秘書給与1,166万円肩代わりの形で賄賂を受領したとして小山を受託収賄罪で追起訴した[18]。また、古関ら2人を贈賄罪で追起訴した[18]。
- 2001年3月1日、東京地検特捜部は、KSD側から総額約7,300万円の賄賂を受領したとして村上と政策秘書を受託収賄容疑で逮捕した[19][20]。
- 2001年3月21日、東京地検特捜部は村上を受託収賄罪で起訴した[21]。

## KSD事件で浮上した政治家
自由民主党
- 村上正邦、岩崎純三、斎藤十朗、斎藤元文、石渡清元、野村五男、小野清子、井上裕、中曽根弘文、木宮和彦、竹山裕、橋本龍太郎、小山孝雄、岡野裕、深谷隆司、伊吹文明、小渕恵三、鴻池祥肇、北岡秀二

## 裁判・関係者のその後

### 古関忠男・KSD理事長
- 2001年5月1日、東京地裁（池田耕平裁判長）で初公判が開かれ、罪状認否で起訴事実を全面的に認めた上で「KSDの社会的評価を低下させ、会員、職員らに深く深くおわびを申し上げます」と謝罪した[22][23]。
- 2002年1月18日、論告求刑公判が開かれ、検察側は「公益法人を私物化した悪質・重大な犯行」として懲役4年を求刑した[24]。
- 2002年2月5日、最終弁論が開かれ、弁護側は「十分に反省しており、事件の真相解明にも協力した。これまでのKSDの活動で、多大な社会貢献もしている」として執行猶予付きの判決を求めて結審した[25]。
- 2002年3月26日、東京地裁（池田耕平裁判長）は古関元理事長に懲役3年・執行猶予5年の有罪判決を言い渡した[26]。検察側と弁護側の双方が控訴しなかったため、有罪判決が確定した[27]。
- 2005年2月23日、東京都葛飾区内のマンションの自室浴槽内で死亡しているのが発見された[28]。享年83歳[28]。

### 小山孝雄参院議員
- 2001年6月27日、東京地裁（大野市太郎裁判長）で初公判が開かれ、罪状認否で「現金などを受け取ったのは事実」と述べて賄賂を受領した事実は認めた[29]。一方、「特別な依頼に応じて特定のことをしたことはない」と述べてKSDの依頼を受けて国会質問をしたのは否定した[29]。
- 2002年5月10日、論告求刑公判が開かれ、検察側は「高額の賄賂を受け取ったのは、参院議員の権限を金で売り渡したのと同じで、国政に対する著しい不信感を増幅させた」として懲役3年・追徴金3,166万円を求刑した[30][31]。
- 2002年5月31日、最終弁論が開かれ、弁護側は「賄賂の授受は認めるが、請託を受けた事実はなく、単純収賄にあたる」として執行猶予付きの判決を求めて結審した[32][33]。
- 2002年9月6日、東京地裁（川口宰護裁判長）は「高度の倫理性、廉潔性を求められる国会議員でありながら、安易に多額の現金を受け取った行為は、国民に対する背信性が極めて高い」として懲役1年10月・追徴金3,166万円の実刑判決を言い渡した[34]。小山は判決を不服として即日控訴した[34]。
- 2004年1月29日、東京高裁（仙波厚裁判長）は「高額の賄賂を受け取って国民の信頼を損ねた責任は重く、刑の執行を猶予するのは相当ではない」として一審・東京地裁の判決を支持、控訴を棄却した[35]。この判決に対して上告しなかったため、懲役1年10月・追徴金3,166万円の判決が確定した[36]。
- 2004年2月26日、東京高検は小山を埼玉県川越市内の刑務所に収監した[37][38]。

### 村上正邦元労相と政策秘書
- 2001年7月2日、東京地裁（中谷雄二郎裁判長）で初公判が開かれ、罪状認否で村上は「現金を受け取った記憶はなく、請託を受けたこともない」と述べて起訴事実を全面否認、無罪を主張した[39]。政策秘書も罪状認否で「村上被告の職務に関したものではなく、共謀もしていない」と述べて起訴事実を全面否認、無罪を主張した[39]。
- 2002年10月30日、論告求刑公判が開かれ、検察側は「国の政策の根幹を問う代表質問を金で売り渡したのも同然の行為。賄賂も高額で、参院議員の公正性、清廉性に対する国民の信頼を大きく損なわせた」として村上に懲役3年6月・追徴金7,288万円、政策秘書に懲役1年6月を求刑した[40]。
- 2003年1月21日、最終弁論が開かれ、弁護側は「贈賄側は偽証しており、供述は信用できない。村上被告への請託もなかった」と改めて無罪を主張して結審した[41]。
- 2003年5月20日、東京地裁（中谷雄二郎裁判長）は「国会議員に求められる倫理性や廉潔性に背き、国会全般に対する信頼を大きく損なった」として村上に懲役2年2月・追徴金約7,288万円の実刑判決、政策秘書に懲役1年6月、執行猶予3年の有罪判決を言い渡した[42]。村上と政策秘書は判決を不服として即日控訴した[42]。
- 2005年12月19日、東京高裁（白木勇裁判長）は「現金を受け取った事実は明白。国会での代表質問の請託があったことに疑う余地はない」として村上と政策秘書に対する一審判決を支持、両者の控訴を棄却した[43]。村上と政策秘書は判決を不服として即日上告した[44]。
- 2008年3月27日、最高裁第三小法廷（藤田宙靖裁判長）は村上と政策秘書の上告を棄却する決定を出したため、政策秘書に対する懲役1年6月・執行猶予3年の有罪判決が確定した[45]。
- 2008年4月14日、最高裁第三小法廷（藤田宙靖裁判長）は村上の異議申し立てを棄却する決定を出したため、村上に対する懲役2年2月・追徴金約7,288万円の実刑判決が確定した[46]。
- 2008年5月15日、東京高検は村上を東京拘置所に収監した[47]。
- 2009年10月28日、村上は栃木県内の刑務所から仮釈放された[48]。

## 捜査に対する批判
- フォーラム神保町シンポジウム「青年将校化する東京地検特捜部〜小沢第一秘書逮捕にみる検察の暴走〜」で、『月刊日本』主幹の南丘喜八郎は、村上の代表質問の原稿は自分が書いたとした上で、村上から「古関が村上に依頼したとされる内容」を代表質問に入れろとの指示は受けていないとして、金銭授受と代表質問の関係を否定している。
- 村上の立件については、利益供与とされる総額5,000万円の供与が代表質問の半年以上後であることもあって、一部には国策捜査との批判もある。
- 村上は、『世界』誌上で魚住昭のインタビューを複数回受け、連載。この連載は2007年10月、村上正邦／述・魚住昭／著『我、国に裏切られようとも 証言村上正邦』（講談社、ISBN 978-4-06-214333-2）として書籍化され、刊行されている。